# Municipio de Kinross
El municipio de Kinross (en inglés: Kinross Township) es un municipio ubicado en el condado de Chippewa en el estado estadounidense de Míchigan. En el año 2010 tenía una población de 7561 habitantes y una densidad poblacional de 24,14 personas por km².

## Geografía
El municipio de Kinross se encuentra ubicado en las coordenadas 46°18′10″N 84°40′32″O / 46.30278, -84.67556. Según la Oficina del Censo de los Estados Unidos, el municipio tiene una superficie total de 313.21 km², de la cual 310.06 km² corresponden a tierra firme y (1%) 3.14 km² es agua.

## Demografía
Según el censo de 2010, había 7561 personas residiendo en el municipio de Kinross. La densidad de población era de 24,14 hab./km². De los 7561 habitantes, el municipio de Kinross estaba compuesto por el 53.18% blancos, el 31.37% eran afroamericanos, el 11.18% eran amerindios, el 0.48% eran asiáticos, el 0.01% eran isleños del Pacífico, el 0.2% eran de otras razas y el 3.58% pertenecían a dos o más razas. Del total de la población el 1.79% eran hispanos o latinos de cualquier raza.